# Rouge du Pays
Rouge du Pays (auch Cornalin [du Valais] oder deutsch Landroter) ist eine Rotweinsorte, welche vor allem im Schweizer Kanton Wallis angebaut wird, wo sie oft Cornalin genannt wird. Aus ihr wird der gleichnamige Rotwein (Cornalin AOC, Cornalin du Valais oder auch Rouge d’Enfer) gemacht, der als «Alter Landroter» (Vieux rouge du Pays) bezeichnet wird.
Der Sorte gehört zu den ältesten unter den im Wallis kultivierten Rebsorten. Bereits zu Beginn des 14. Jahrhunderts kann die Sorte nachgewiesen werden. Damals hiess sie noch «Neyrum», wohl aufgrund der intensiven, fast schwarzroten Farbe des daraus gewonnenen Weins. Seinen heutigen Namen erhielt die Sorte erst um 1972. Bis dahin wurde sie «alter Landroter» genannt und auf «Cornalin» umbenannt.
Die hohen Ansprüche führten dazu, dass die Sorte Mitte des 20. Jahrhunderts in Walliser Rebbergen beinahe nicht mehr zu finden war. Ihre ausserordentliche Qualität hat sie gerettet. Die besonderen Eigenschaften des Weins haben im Wallis in den letzten Jahren zu einer Renaissance der Sorte geführt. Eine Rarität wird sie bleiben, gedeiht sie doch nur in den allerbesten Lagen.

## Abstammung, Herkunft
Die Sorte ist eine natürliche Kreuzung von Mayolet × Petit-Rouge.
Die Rotweinsorte stammt aus dem Grenzgebiet Westschweiz/Italien. Schon der französische Ampelograf Adrien Berget vermutete 1903, dass der Ursprung der Sorte im angrenzenden italienischen Aostatal liege. Dies wurde durch im Jahre 2003 erfolgte DNA-Untersuchungen bestätigt, denn sie ist durch eine natürliche Kreuzung zwischen den aus dem Aostatal stammenden Sorten Mayolet × Petit-Rouge entstanden. Bei diesen Untersuchungen ergab sich auch Elternschaft für die Sorten Cornalin d’Aoste (Humagne Rouge), mit der sie oft verwechselt wird, und Goron de Bovernier, Neret di Saint-Vincent und Roussin. Ebenso gibt es eine enge verwandtschaftliche Beziehung zur Sorte Vien de Nus.
Vom Aostatal gelangte die Sorte vor langer Zeit in das Wallis. Dort wird sie zur Gruppe der «Alten Gewächse» gezählt. Es handelt sich um eine der ältesten Sorten in der Schweiz, die hier schon über Jahrhunderte kultiviert wird (im Ursprungsland ist die Sorte fast verschwunden). Ab Mitte des 19. Jahrhunderts wurde sie von Pinot Noir und Gamay zunehmend verdrängt und war Mitte des 20. Jahrhunderts nahezu ausgestorben. Ab den 1970er-Jahren wurde sie wiederbelebt und auf den Namen Cornalin umbenannt. Dies führte zu Verwirrung und Verwechslung mit der Sorte Humagne Rouge, die ebenfalls Cornalin (Cornalin d’Aoste) genannt wird. Heute wird sie oft wieder mit dem alten Namen Rouge du Pays bezeichnet.
In der Schweiz wird in der «Walliser Verordnung über den Rebbau und den Wein» der Cornalin du Valais (Landroter) in Artikel 32 «Einheimische Rebsorten» als eine einheimische (Walliser) Rotweinsorte angeführt.
Die Sorte wurde 1313 zum ersten Mal im Register von Anniviers (eine der ältesten Urkunden, welche von den in Wallis angebauten Reben spricht) erwähnt. In der Urkunde wird vom Verkauf von Weinbergen in der Gegend von Granges geschrieben. Es ist die Rede von einem «Zins von drei Sorten gut ausgereifter Trauben, scilicet de Neyrum, de Humagny et de Regy», Sorten, die heute unter dem Namen Cornalin du Valais, Humagne Blanche und Resi bekannt sind.
Bis in das 19. Jahrhundert war die Sorte im ganzen Wallis verbreitet. Im 20. Jahrhundert nahm die Anbaufläche rapide ab, da sie durch einfacher zu kultivierende Sorten ersetzt wurde. Es blieben nur noch wenige Stöcke übrig, als 1972 Jean Nicollier das Gewächs rehabilitierte und (fälschlicherweise) auf den Namen Cornalin taufte. Richtig müsste der Name «Cornalin du Valais» heissen, zumal es im Aostatal bereits eine Sorte gibt, die «Cornalin» heisst. Diese entspricht im Wallis dem «Humagne Rouge» (Cornalin d’Aoste).
Es ist also zu unterscheiden zwischen den Sorten
- Rouge du Pays (Cornalin du Valais, Walliser Cornalin): eine natürliche Kreuzung von (Mayolet × Petit-Rouge)
- Cornalin d’Aoste (Humagne Rouge): der Cornalin aus dem Aostatal, eine natürliche Kreuzung von Rouge du Pays und einer unbekannten Rebsorte.[3]

Die Sorte gehört zu einer Gruppe von Rebsorten, die sich in der geographischen Insellage der Alpenregionen Italiens und des Wallis in der Schweiz halten konnten. Zu dieser Familie gehören die folgenden Sorten:
- Rotweinsorten: Bonda, Cornalin d’Aoste, Rouge du Pays (Cornalin du Valais), Crovassa, Durize, Eyholzer, Fumin, Goron de Bovernier, Mayolet, Ner d’Ala, Petit-Rouge, Prëmetta/Prié rouge, Roussin, Roussin de Morgex, Vien de Nus, Vuillermin.
- Weissweinsorten: Completer, Himbertscha, Humagne Blanche, Lafnetscha, Petite Arvine, Planscher, Prié Blanc, Resi.

Ein Erbgutschutz für Rouge du Pays (Cornalin-Rebe) besteht seit 1993. Die drei Partner Société des pépiniéristes viticulteurs valaisans, das kantonale Weinbauamt in Sion und die Forschungsanstalt Agroscope Changins-Wädenswil (ACW) legten eine Sammlung von etwa 100 Klonen von Rouge du Pays (Cornalin) an.

### Ältester Rebstock in der Schweiz – Leuk-Stadt
Im Jahre 2003 wurde aufgrund molekularbiologischer Untersuchungen festgestellt, dass es sich bei der «alten Rebe» in Leuk-Stadt um einen Cornalin-Rebstock handelt, der im Jahr 1798 gepflanzt worden ist. Dieser Rebstock ist der älteste noch lebende Rebstock in der Schweiz. Heute noch gibt der Rebstock einen Ertrag von 12 bis 25 kg/Jahr.

## Ampelografische Merkmale
- Die Triebspitze ist offen, hellgrün bronziert und unbehaart.
- Der Wuchs ist stark.
- Das Blatt ist mittelgross, fünflappig, Blattbuchten U-förmig. Die Blätter verfärben sich im Herbst sehr früh intensiv gelbrot.
- Das Holz der Rebe ist gelblich-braun und stark gerillt.
- Die Traube ist mittelgross, zylindrisch und sehr kompakt. Die Beeren sind rundlich, mittelgross und blauschwarz gefärbt, das Fruchtfleisch hat einen neutralen Geschmack.[5]

Reife: spät – etwa drei Wochen nach dem Chasselas
Die Sorte ist sehr ähnlich der ebenfalls im Wallis kultivierten Sorte Cornalin d’Aoste (Humagne Rouge).

## Verbreitung
Die Sorte wird im Kanton Wallis und im geringen Ausmass im Kanton Genf kultiviert. In der Schweiz gab es 2015 135 Hektar.

## Wein
Die karminroten Weine sind fruchtig, samtig, leicht bitter und rustikal schmeckend mit Aromen nach Vogelkirschen, Veilchen und Himbeeren. In der Jugend wirkt der Wein manchmal etwas wild, ungestüm und rustikal und punktet mit einer schönen Fruchtigkeit. Die Weine sollten erst nach einer Flaschenreife von drei bis fünf Jahren getrunken werden. Je älter er wird, desto stärker kommen Gewürznoten wie Pfeffer, Gewürznelken und Zimt hervor. Die intensiven Gerbstoffe lassen mit der Zeit nach. Wie der Humagne Rouge passt der Cornalin zu Wildgerichten.
Von dieser Sorte wird ein Walliser AOC-Wein, der aus der Rebsorte Cornalin des Wallis stammt, erzeugt. In Artikel 88 „Rebsorten“ der Walliser Verordnung steht, dass es sich bei der Rotweinsorte Cornalin du Valais um einen Grand Cru handelt.
Die  Mindestgradation beträgt: 88,3 °Oe bzw. 21,2 % Brix. Der Wein darf nicht vor dem 1. April des zweiten auf die Ernte folgenden Jahres in den Handel gebracht werden.

## Eigenschaften, Ansprüche
Die Sorte Rouge du Pays benötigt wegen ihrer späten Reife beste und warme Lagen. Der Ertrag ist unregelmässig. Sie ist besonders anfällig für Botrytis und Echten Mehltau.

## Synonyme
Elf Synonyme: Alter Walliser Rot, Cornalin, Cornalin du Valais, Gros Rouge du Zahlt, Kompleter, Landroter, Petit Rouge du Valais, Rouge du Valais, Savoyertraube Blau, Vieux Rouge du Valais, Walliser Landroter.
Cornalin ist ein Synonym für die Sorte Cornalin d’Aoste.